# Kuçova
Kuçova este un oraș din Albania.
1. 1 2  GeoNames